# Riu de Cerdanya
Riu de Cerdanya är en kommun i Spanien.   Den ligger i provinsen Província de Lleida och regionen Katalonien, i den nordöstra delen av landet, 500 km öster om huvudstaden Madrid. Antalet invånare är 116. Arean är 12,3 kvadratkilometer. Riu de Cerdanya gränsar till Prats i Sansor, Urús, Guardiola de Berguedà och Bellver de Cerdanya. 
Terrängen i Riu de Cerdanya är lite bergig.